# Рушевине гробљанске цркве на археолошком локалитету Ћелије
Рушевине гробљанске цркве на археолошком локалитету Ћелије се налазе у Дрснику, на територији општине Клина на Косову и Метохији. Време грађена цркве везано је за римско доба. Представља непокретно културно добро као споменик културе.
Остаци мале гробљанске цркве димензија је 7,50 х 4,80 m, представљају једнобродну грађевину са правилном полукружном апсидом на источној страни. Зидана је притесаним каменом. На западном зиду уочавају се комади обрађене сиге. Као праг цркве искоришћен је антички надгробни споменик рађен од сивог кречњака, а из саме цркве, из наоса, пренет је камени жртвеник који је по оклесивању натписа на латинском језику постављен испред улаза у цркву Свете Петке у Дрснику.

## Основ за упис у регистар
Одлука о утврђивању Гробљанске цркве на археолошком локалитету Ћелије за споменик културе, бр. 1893 ( Сл. гласник РС бр. 73 од 5. 11. 2002). Закон о културним добрима (Сл. гласник РС бр. 71/94).